# Okręg wyborczy City of London
Okręg wyborczy City of London powstał w 1298 r. i wysyłał do angielskiej, a następnie brytyjskiej, Izby Gmin czterech, a od 1885 r. dwóch deputowanych. Okręg obejmował obecny Wielki Londyn. Został zlikwidowany w 1950 r.

## Deputowani do brytyjskiej Izby Gmin z okręgu City of London

### Deputowani w latach 1298–1660
- 1509–1510: John Tate, John Chaloner, James Yarford (od 1510 r. Thomas More I), John Brydges
- 1511–1514: William Capel, Richard Broke, William Calley, John Kyme
- 1514–1515: William Capel, Richard Broke, William Calley, John Kyme
- 1523: George Monoux, William Shelley, John Hewster, William Roche
- 1529–1536: Thomas Seymour, John Baker I (od 1534 r. Richard Cholmley), John Petyt (od 1533 r. William Bowyer, od 1534 r. Robert Pakington), Paul Withypoll
- 1536: Richard Cholmley
- 1539–1540: Richard Gresham, Richard Cholmley, Richard Fermor, Paul Withypoll
- 1541–1544: William Roche, Roger Cholmley, John Sturgeon, Nicholas Wilford
- 1544–1547: William Roche (od 1545 r. William Forman, od 1545 r. Richard Gresham), Richard Cholmley (od 1545 r. Robert Broke), John Sturgeon, Paul Withypoll
- 1547–1552: Martin Bowes, Robert Broke, Thomas Curteys (od 1552 r. John Blundell), Thomas Bacon
- 1553: Martin Bowes, Robert Broke, John Marshe, John Blundell
- 1553: Rowland Hill, Robert Broke, John Marshe, John Blundell
- 1554: Martin Bowes, Robert Broke, John Marshe, John Blundell
- 1554–1555: Martin Bowes, Ralph Cholmley, Richard Grafton, Richard Burnell
- 1555: Martin Bowes, Ralph Cholmley, Philip Bold, Nicholas Chowne
- 1558: William Garrard, Ralph Cholmley, John Marshe, Richard Grafton
- 1558–1559: Martin Bowes, Ralph Cholmley, John Marshe, Richard Hills
- 1562–1567: Martin Bowes, Ralph Cholmley (od 1566 r. John White), Lawrence Withers, John Marshe
- 1571: John White, Thomas Wilbraham, John Marshe, Thomas Norton
- 1572–1583: Rowland Hayward, William Fleetwood, John Marshe (od 1579 r. Thomas Aldersey), Thomas Norton
- 1584–1585: Nicholas Woodrofe, William Fleetwood, Thomas Aldersey, Walter Fish (od 1585 r. Henry Billingsley)
- 1586–1587: Edward Osborne, William Fleetwood, Thomas Aldersey, Richard Saltonstall
- 1588–1589: George Barne, William Fleetwood, Thomas Aldersey, Andrew Palmer
- 1593: John Hart, Edward Drew, Andrew Palmer, George Southerton
- 1597–1598: John Hart, John Croke III, George Southerton, Thomas Fettiplace
- 1601: Stephen Soame, John Croke III, Thomas Fettiplace, John Pynder
- 1654–1655: Thomas Adams
- 1656–1658: Thomas Adams, Theophilius Biddulph, Richard Browne
- 1658–1659: Theophilius Biddulph, Richard Browne

### Deputowani w latach 1660–1885
- 1660–1660: William Wilde
- 1660–1660: Richard Browne
- 1660–1660: John Robinson
- 1660–1660: William Vincent
- 1661–1662: John Fowke
- 1661–1679: William Thompson
- 1661–1681: William Love
- 1661–1679: John Jones
- 1663–1679: John Frederick
- 1679–1681: Robert Clayton
- 1679–1681: Thomas Player
- 1679–1681: Thomas Pilkington
- 1685–1687: John Moore
- 1685–1687: William Prichard
- 1685–1687: Samuel Dashwood
- 1685–1687: Peter Rich
- 1689–1690: Patience Ward
- 1689–1690: Robert Clayton
- 1689–1689: William Love
- 1689–1690: Thomas Pilkington
- 1689–1690: William Ashhurst, wigowie
- 1690–1695: William Prichard
- 1690–1695: Samuel Dashwood
- 1690–1693: William Turner
- 1690–1695: Thomas Vernon
- 1693–1701: John Fleet
- 1695–1698: Robert Clayton
- 1695–1702: William Ashhurst
- 1695–1701: Thomas Papillon
- 1698–1701: James Houblon
- 1701–1702: Robert Clayton
- 1701–1701: William Withers, torysi
- 1701–1701: Gilbert Heathcote
- 1701–1701: John Fleet
- 1701–1702: Thomas Abney
- 1701–1710: Gilbert Heathcote
- 1702–1705: William Prichard
- 1702–1705: John Fleet
- 1702–1705: Francis Child
- 1705–1707: Robert Clayton
- 1705–1708: Samuel Shepheard
- 1705–1710: William Ashhurst
- 1707–1715: William Withers, torysi
- 1708–1710: John Ward
- 1710–1715: Richard Hoare, torysi
- 1710–1714: George Newland, torysi
- 1710–1715: John Cass, torysi
- 1715–1722: Robert Heysham, wigowie
- 1715–1722: John Ward, wigowie
- 1715–1724: Peter Godfrey, torysi
- 1715–1722: Thomas Scawen, wigowie
- 1722–1727: Richard Lockwood, torysi
- 1722–1761: John Barnard, wigowie
- 1722–1727: Francis Child, torysi
- 1724–1727: Richard Hopkins
- 1727–1734: John Eyles, wigowie
- 1727–1741: Micajah Perry, wigowie
- 1727–1741: Humphry Parsons, torysi
- 1734–1741: Robert Willimot, torysi
- 1741–1747: George Heathcote, torysi
- 1741–1747: Daniel Lambert, torysi
- 1741–1742: Robert Godschall, torysi
- 1742–1754: William Calvert, wigowie
- 1747–1758: Slingsby Bethell, wigowie
- 1747–1754: Stephen Theodore Janssen, wigowie
- 1754–1773: Robert Ladbroke
- 1754–1770: William Beckford
- 1758–1768: Richard Glyn
- 1761–1774: Thomas Harley
- 1768–1774: Barlow Trecothick
- 1770–1780: Richard Oliver
- 1773–1784: Frederick Bull
- 1774–1780: John Sawbridge
- 1774–1781: George Hayley
- 1780–1780: John Kirkman
- 1780–1790: Nathaniel Newnham
- 1780–1795: John Sawbridge
- 1781–1796: Watkin Lewes
- 1784–1793: Brook Watson
- 1790–1800: William Curtis
- 1793–1800: John William Anderson
- 1795–1800: William Lushington
- 1796–1800: Harvey Christian Combe
- 1801–1818: William Curtis, torysi
- 1801–1806: John William Anderson, torysi
- 1801–1802: William Lushington
- 1801–1817: Harvey Christian Combe, wigowie
- 1802–1812: Charles Price, torysi
- 1806–1818: James Shaw, torysi
- 1812–1818: John Atkins, torysi
- 1817–1843: Matthew Wood, wigowie
- 1818–1826: Thomas Wilson, torysi
- 1818–1820: Robert Waithman, wigowie
- 1818–1820: John Thomas Thorp, wigowie
- 1820–1826: William Curtis, torysi
- 1820–1826: George Bridges, torysi
- 1826–1832: William Thompson, torysi
- 1826–1833: Robert Waithman, wigowie
- 1826–1831: William Ward, torysi
- 1831–1832: William Venables, wigowie
- 1832–1841: George Grote, wigowie
- 1832–1833: John Key, wigowie
- 1833–1835: George Lyall, Partia Konserwatywna
- 1833–1841: William Crawford, wigowie
- 1835–1841: James Pattison, wigowie
- 1841–1857: John Masterman, Partia Konserwatywna
- 1841–1847: George Lyall, Partia Konserwatywna
- 1841–1861: lord John Russell, Partia Liberalna
- 1843–1849: James Pattison, wigowie
- 1847–1868: Lionel de Rothschild, Partia Liberalna
- 1849–1865: James Duke, Partia Liberalna
- 1857–1874: Robert Wigram Crawford, Partia Liberalna
- 1861–1863: Western Wood, Partia Liberalna
- 1863–1880: George Goschen, Partia Liberalna
- 1865–1874: William Lawrence, Partia Liberalna
- 1868–1869: Charles Bell, Partia Konserwatywna
- 1869–1874: Lionel de Rothschild, Partia Liberalna
- 1874–1885: William James Richmond Cotton, Partia Konserwatywna
- 1874–1880: Philip Twells, Partia Konserwatywna
- 1874–1887: John Hubbard, Partia Konserwatywna
- 1880–1891: Robert Nicholas Fowler, Partia Konserwatywna
- 1880–1885: William Lawrence, Partia Liberalna

### Deputowani w latach 1885-1950
- 1885–1887: John Hubbard, Partia Konserwatywna
- 1885–1891: Robert Nicholas Fowler, Partia Konserwatywna
- 1887–1891: Thomas Baring, Partia Konserwatywna
- 1891–1892: Hucks Gibbs, Partia Konserwatywna
- 1891–1900: Reginald Hanson, Partia Konserwatywna
- 1892–1906: Alban Gibbs, Partia Konserwatywna
- 1900–1906: Joseph Cockfield Dimsdale, Partia Konserwatywna
- 1906–1906: Edward George Clarke, Partia Konserwatywna
- 1906–1922: Arthur Balfour, Partia Konserwatywna
- 1906–1924: Frederick Banbury, Partia Konserwatywna
- 1922–1935: Edward Charles Grenfell, Partia Konserwatywna
- 1924–1938: Thomas Vansittart Bowater, Partia Konserwatywna
- 1935–1940: Alan Garrett Anderson, Partia Konserwatywna
- 1938–1945: George Thomas Broadbridge, Partia Konserwatywna
- 1940–1950: Andrew Rae Duncan, Partia Konserwatywna
- 1945–1950: Ralph Assheton, Partia Konserwatywna